# Sommet Movin'On
Le Sommet Movin’On (en anglais : Movin'On Summit), connu sous le nom de Michelin Challenge Bibendum jusqu'en 2016, est un événement à la périodicité variable mais en général annuelle, organisé par le fabricant français de pneumatiques Michelin depuis 1998.

## Histoire
En 1998, pour le centenaire de Bibendum, Michelin crée un événement visant à faire le point, dans des conditions réelles d'usage, sur les avancées technologiques « des acteurs du monde automobile » (les constructeurs, les équipementiers, les fournisseurs d'énergie et les centres de recherche) en matière de véhicules dit « propres »,. 
En juin 2017, Michelin Challenge Bibendum devient Movin'On,. La première édition se tient à Montréal, et réunit acteurs de la mobilité, de l’innovation, des pouvoirs publics, ainsi que diverses ONG. L'événement dure trois jours et l'accès coute 1495 dollars canadiens.

## Éditions

### Michelin Challenge Bibendum
- 1998 : Clermont-Ferrand et Paris, France
- 2000 : Clermont-Ferrand et Paris, France
- 2001 : Los Angeles et Las Vegas, États-Unis
- 2002 : Heidelberg, Allemagne, Strasbourg (siège du Parlement européen), Paris. France
- 2003 : Sacramento, Sonoma et San Francisco, États-Unis
- 2004 : Shanghai, République populaire de Chine
- 2005 : Kyōto, Japon
- 2006 : Paris, France
- 2007 : Shanghai, République populaire de Chine
- 2010 : Rio de Janeiro, Brésil (l'édition initialement prévue en 2009 est reportée par Michelin pour cause de crise économique mondiale)
- 2011 : Berlin, Allemagne[8]
- 2014 : Chengdu, Chine[9]

### Movin'On
- 2017-2020 : Montréal, Canada[10],[11],[12],[13]